# Базилика Сан-Надзаро-ин-Броло
Базилика Сан-Надзаро-ин-Броло (итал. La basilica dei Santi Apostoli e Nazaro Maggiore — Базилика святых апостолов и Надзаро Главная) — раннехристианское название: «Апостольская базилика» (лат. Вasilica apostolorum). Расположена на площади Сан-Надзаро-ин-Броло. Является одной из старейших церквей Милана, построена в IV веке за пределами города того времени по заказу миланского епископа Святого Амвросия Медиоланского. Как и «Дворцовая базилика» (Вasilica palatina, или Базилика Сан-Лоренцо-Маджоре), Базилика профетарум (лат. Basilica Рrophetarum — Базилика пророков, позднее: Сан-Диониджи (итал. Basilica di San Dionigi, не сохранилась) и «Базилика Девственниц» (лат. Basilica Virginum, позднее базилика Сан-Симпличано), является одной из четырёх древнейших «амброзианских базилик» Милана позднеримского периода, когда Медиолан (современный Милан) был столицей Западной Римской империи (с 286 по 402 год). В то время ещё не существовало обычая посвящать храмы какому-либо одному святому.
Позднее базилика была посвящена Воскресению Иисуса (итал. La risurrezione di Gesù), о чём свидетельствует эпиграф, размещенный на стенах хора. Затем базилика была посвящена Святому Назарию. Слово «броло» происходит от «Бролетто Веккьо» (Broletto Vecchio), также называемого «Brolo dell’Arcivescovo» или «Brolo di Sant’Ambrogio», средневековой резиденции правительства города, давшей название району Броло, в который входит базилика.
Архитектурный комплекс состоит из базилики и последующих Мавзолея Тривульцио (Mausoleo Trivulzio) и Капеллы Санта-Катерина (Святой Екатерины Александрийской), построенных в эпоху Возрождения.

## История
Через несколько лет после своего назначения епископ Амвросий Медиоланский начал церковное строительство. Как и остальные «амвросиевские базилики», Апостольская (Вasilica apostolorum) была построена на месте языческого кладбища, неподалёку от городских ворот. Под главный алтарь положили привезённые из Рима мощи апостолов Андрея, Фомы и Иоанна Евангелиста.
В 395 или в 396 году по древнему преданию епископ Амвросий обрёл мощи Святого Назария (возможно также частицы мощей апостолов Иоанна, Андрея и Фомы) и перенёс их в базилику; тело святого было помещено в подземной нише (где в 1579 году его обнаружил святой Карл Борромео, перенеся в новый алтарь, перестроенный в 1567 году). Изначально прямоугольная восточная апсида была расширена до полукруглой согласно требованиям Тридентского собора. В документе 777 года церковь уже упоминалась как Сан-Надзаро. В V веке вокруг апостольского алтаря в каменных саркофагах были помещены тела некоторых миланских епископов, преемников святого Амвросия, чтобы укрепить связь между миланской епископальной властью и апостолами. В последующие века, вплоть до раннего Средневековья, в базилике установилась традиция погребения епископов.
В 1075 году базилика обрушилась от сильного пожара в Милане, который охватил и пригороды, но вскоре была построена заново в прежних формах со включением в постройку частей древнего здания. В 1510 году была построена капелла Св. Екатерины, в 1518 году — капелла, построенная по заказу Дж. Тривульцио. В 1828—1832 годах здание реконструировалось в неоклассическом стиле. В 1938 году была начата реставрация и археологические раскопки внутри базилики. С 1945 года проводилась реставрация, вызванная, в том числе разрушениями от бомбардировок 1942—1943 годов.

## Архитектура и произведения искусства
Вход в базилику осуществляется через портал, расположенный напротив входа в мавзолей Тривульцио. План базилики представляет собой нечто среднее между латинским и греческим крестом: в то время как центральный неф (состоящий из двух пролётов) имеет размеры около 25 метров, остальные три «рукава» имеют длину около 20 метров и ранее завершались полукруглыми экседрами. Это первый случай такого плана на Западе). Прототипом или образцом, как считается, была Церковь Святых Апостолов в Константинополе (на использование константинопольской церкви как образца указывает и первоначальное посвящение базилики апостолам). Храм перекрыт крестовыми сводами с нервюрами. Над средокрестием — восьмигранный купол на тромпах. Четыре столба в основании купола принадлежат оригинальному зданию IV века. В восточной части сохранился древний мозаичный пол (opus sectile).
Апсиды базилики декорированы нишами. Всё здание опоясывает типично ломбардский аркатурный фриз. С севера к базилике примыкают кампанила (колокольня) и Капелла Святой Екатерины, современный вид которой является результатом реконструкции XIX века. С запада базилика почти полностью закрыта Мавзолеем Тривульцио и другими зданиями.
В главной апсиде, находится возвышающийся на высоком подиуме алтарь в стиле барокко. Сделанный из полихромного мрамора, он состоит из скинии («палатка») и кивория на витых колоннах, внутри которых находится беломраморная статуя Воскресшего Христа. Справа от главного алтаря расположена раннесредневековая Капелла Сан-Лино с остатками фресок и синопий. В левом трансепте — алтарь Сант-Ардерико (Sant’Arderico). Вотивные алтари, погребальные камни, амфоры и римские кирпичи, найденные во время раскопок, также выставлены в различных приделах церкви.
В правом трансепте хранятся ценные произведения искусства. С левой стороны — Распятие работы Бонино да Кампионе, барельеф, датируемый XIV веком, изображает мёртвого Христа на кресте, Марию, его мать, и евангелиста Иоанна. С правой стороны находится картина «Тайная вечеря» эпохи Возрождения Бернардино Ланино.
Из левого трансепта через дверь и несколько ступеней имеется проход в Капеллу Святой Екатерины Александрийской (La cappella di Santa Caterina), построенную по проекту Антонио да Лонате примерно в 1540 году, вдохновленного архитектурными работами Брунеллески и Браманте. В прямоугольном в плане помещении, перекрытом полусферическим куполом, в котором открывается несколько окон в виде маленьких розеток, помещены две работы: статуя Скорбящей Богоматери на алтаре и фреска с изображением мученичества святой Екатерины Александрийской работы Бернардино Ланино (1548—1549).
Мавзолей Тривульцио (Il mausoleo Trivulzio), также называемый Капеллой Тривульцио, — произведение Бартоломео Суарди, известного как Брамантино, построенное на месте древнего квадрипортика романской базилики. Мавзолей, предназначенный для размещения останков семьи Тривульцио, имеет восьмиугольный план (октогон), но снаружи представляет собой квадратное двухэтажное здание в стиле ренессанса. Фасад первого этажа делится на три части пилястрами с дорическими капителями. В центре находится портал с треугольным фронтоном, по сторонам от него два замурованных дверных проема. Выше — высокий фриз с часами, приподнятыми относительно центра, над ним — второй этаж, повторяющий структуру первого, только с ионическими капителями (на западном фасаде из четырех пилястр полностью сохранилась только одна) и двухчастными окнами с треугольными фронтонами на каждом фасаде. Четырёхскатная кровля завершается восьмигранной башенкой-лантерной. Внутри капелла оказывается неожиданно светлой. Это высокая, одноэтажная восьмигранная комната, завершающаяся восьмигранным куполом. Стены оштукатурены. Грани чётко отделяются друг от друга лопатками более темного цвета. В углах — двухъярусные экседры, на гранях рядом с экседрами второго яруса — прямоугольные в плане арочные ниши. В нишах и экседрах второго яруса стоят каменные саркофаги с членами семейства Тривульцио. Изначально в капелле был склеп, засыпанный в конце XVIII века.
В церкви имеются два органа. Главный построен в 1867 известной фирмой Бернаскoни.

## Галерея

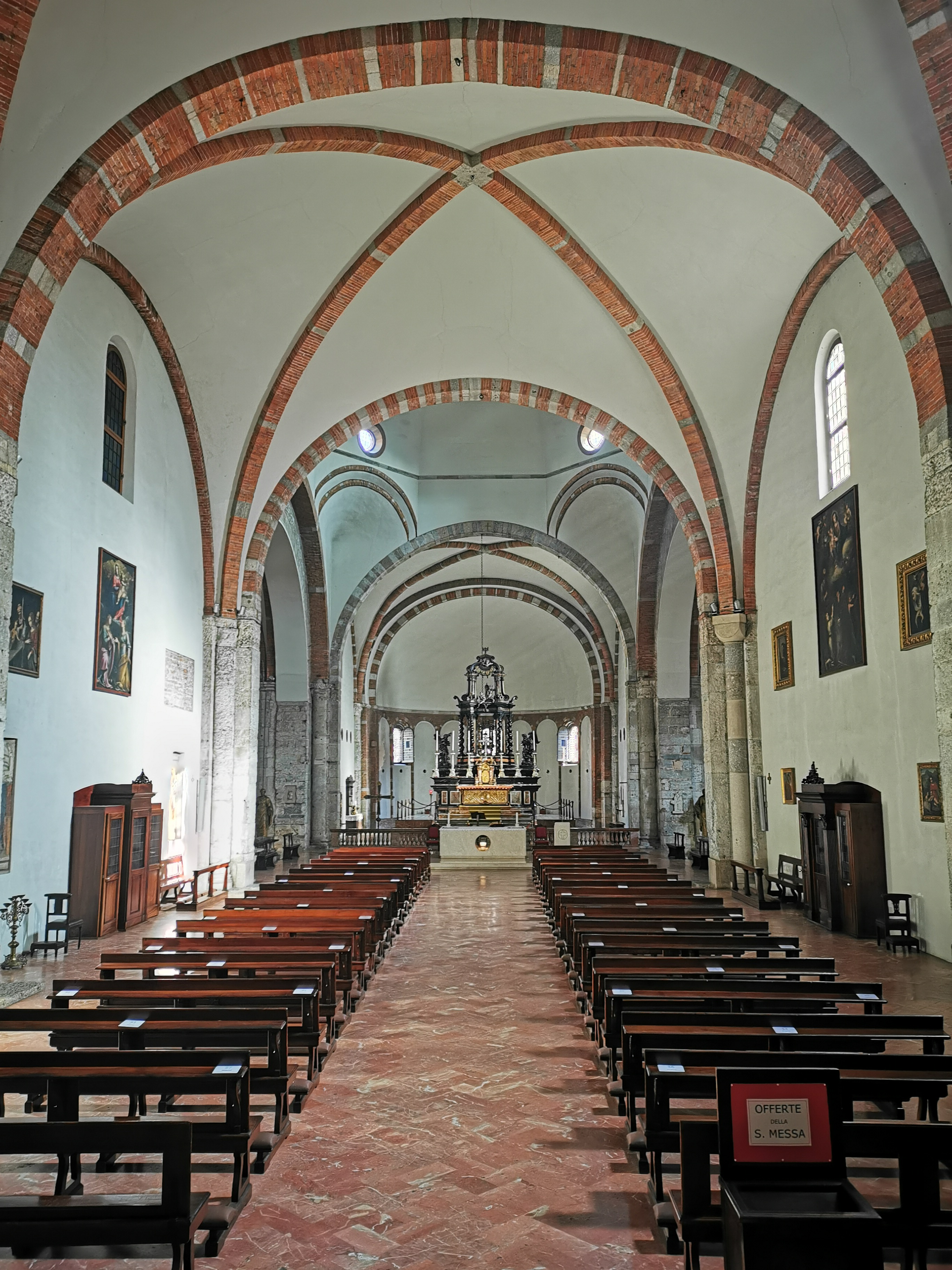
Неф церкви
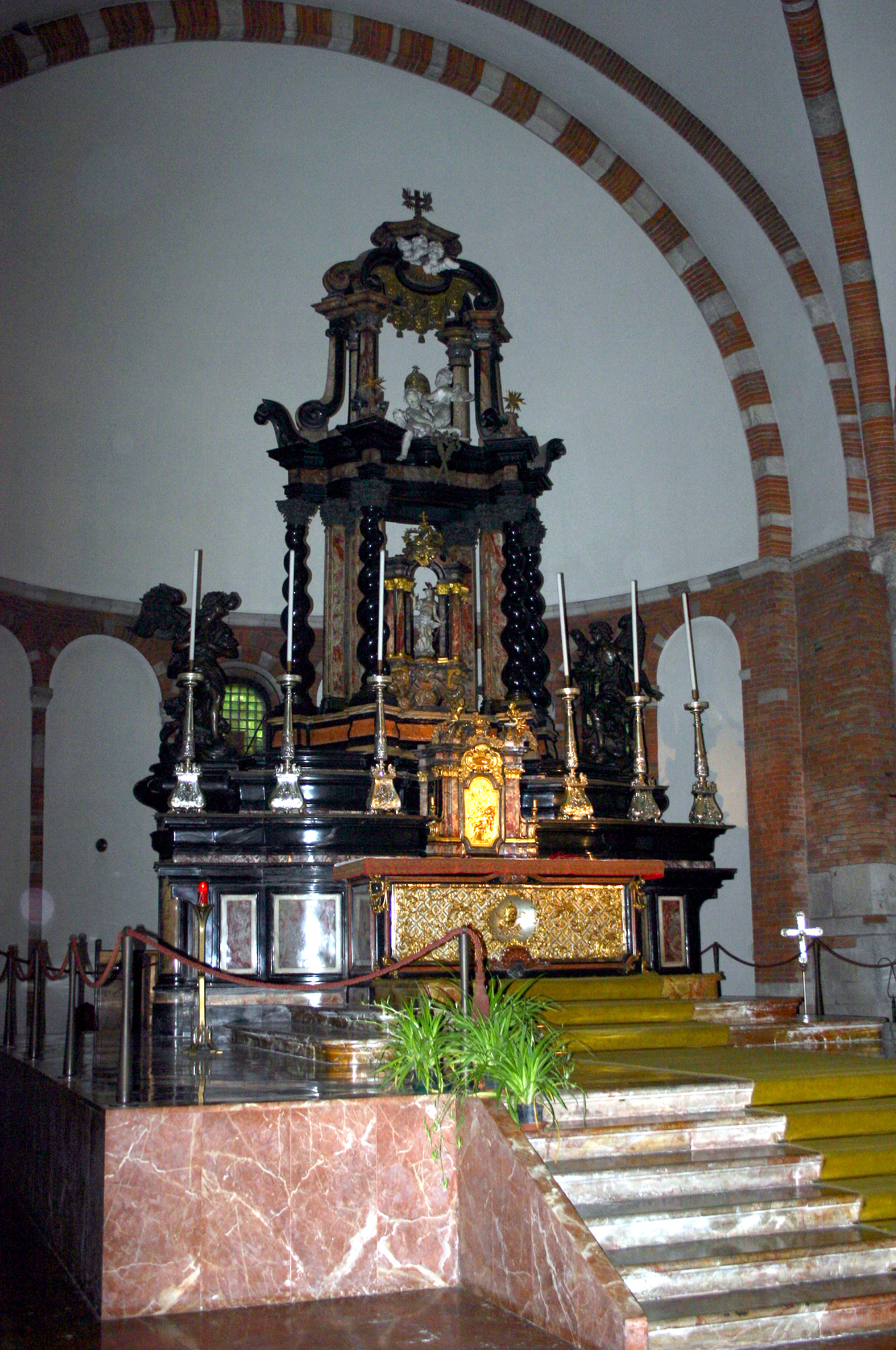
Главный алтарь
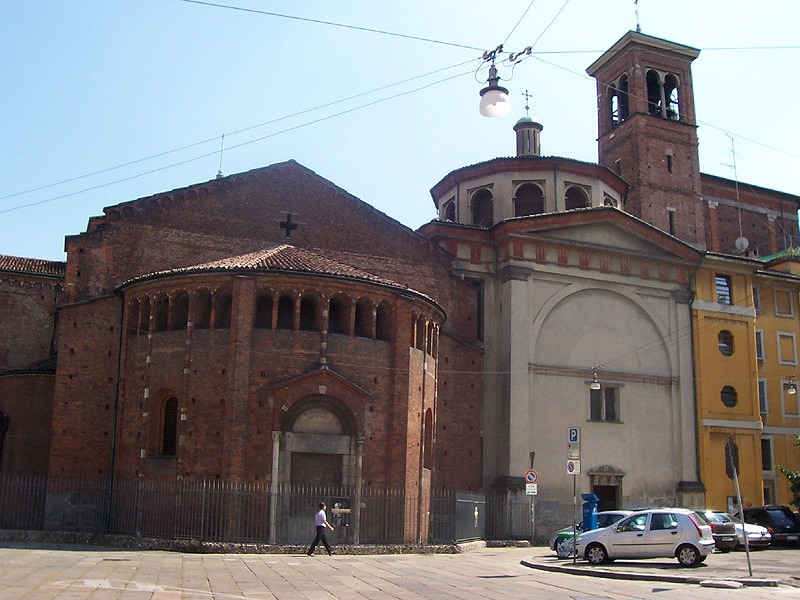
Апсида северного рукава трасепта и капелла Св. Екатерины
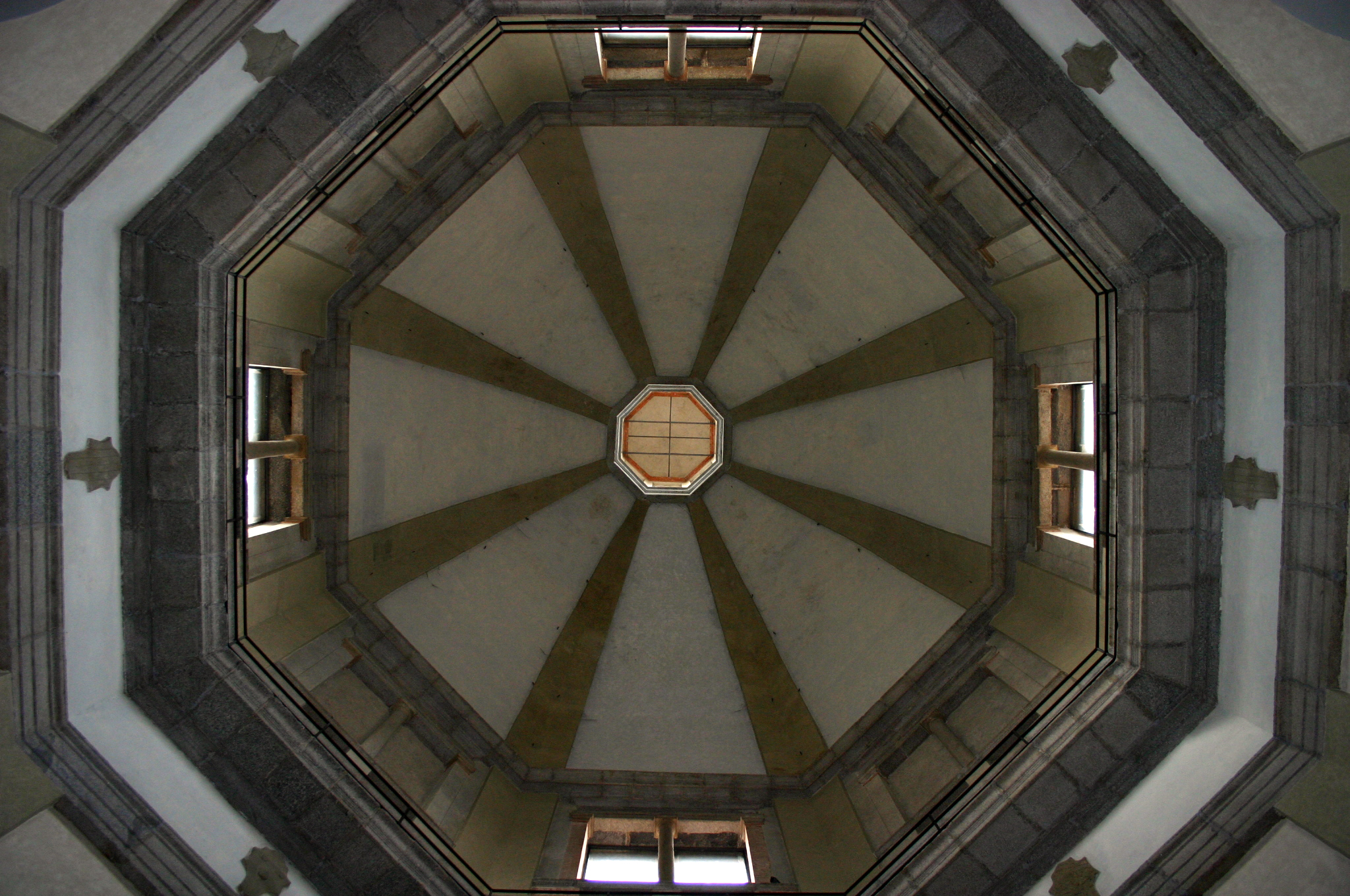
Купол Мавзолея Тривульцио
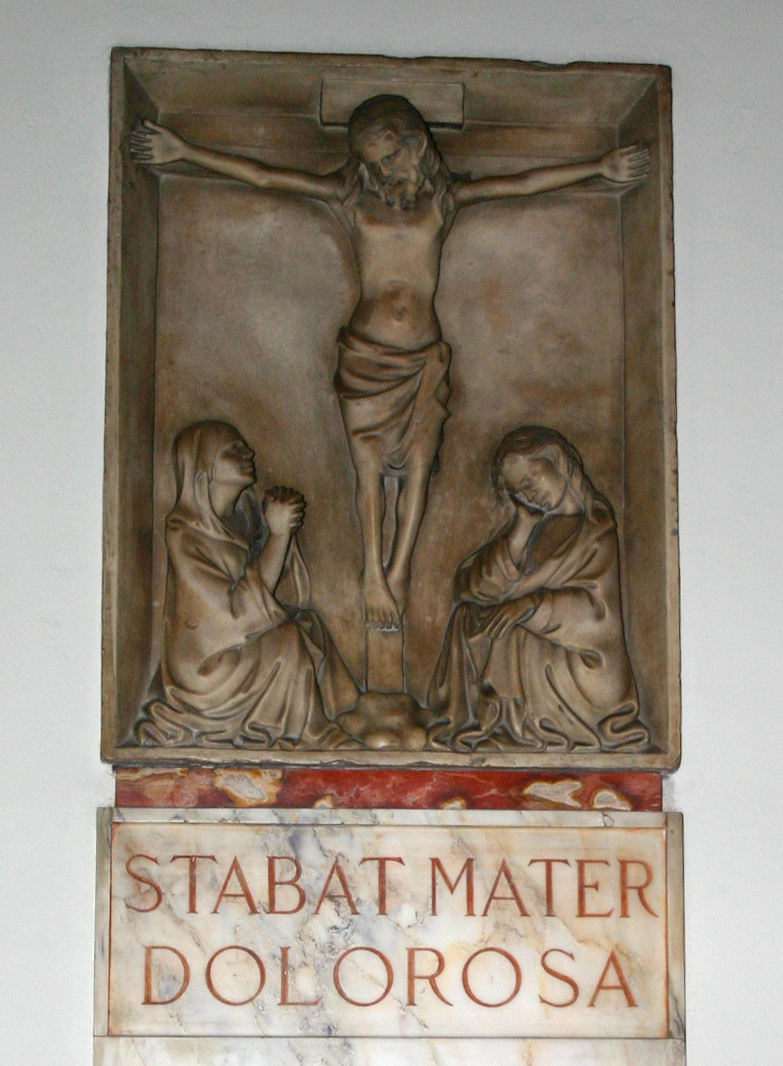
Бонино да Кампионе. Распятие
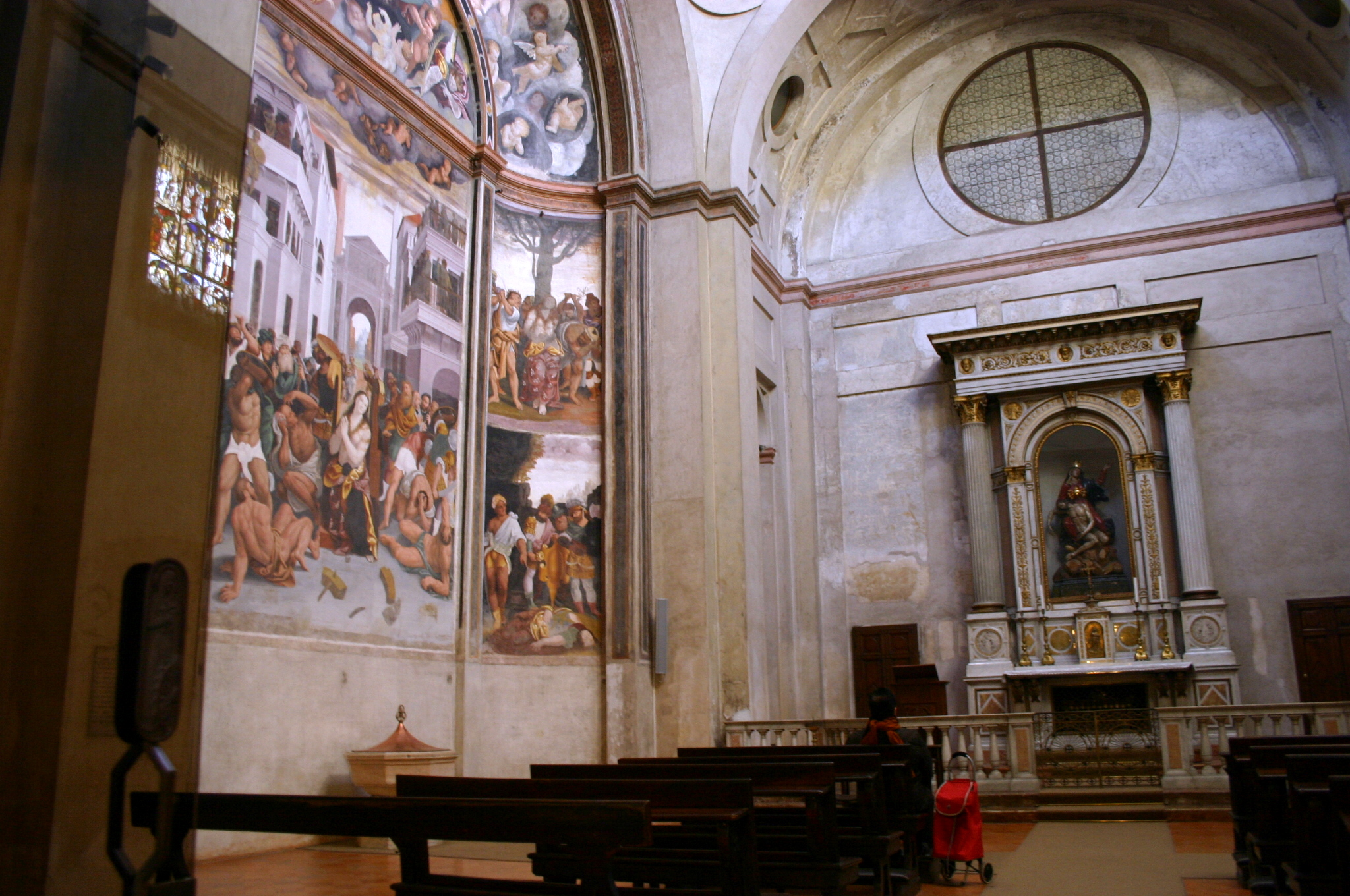
Капелла Святой Екатерины Александрийской
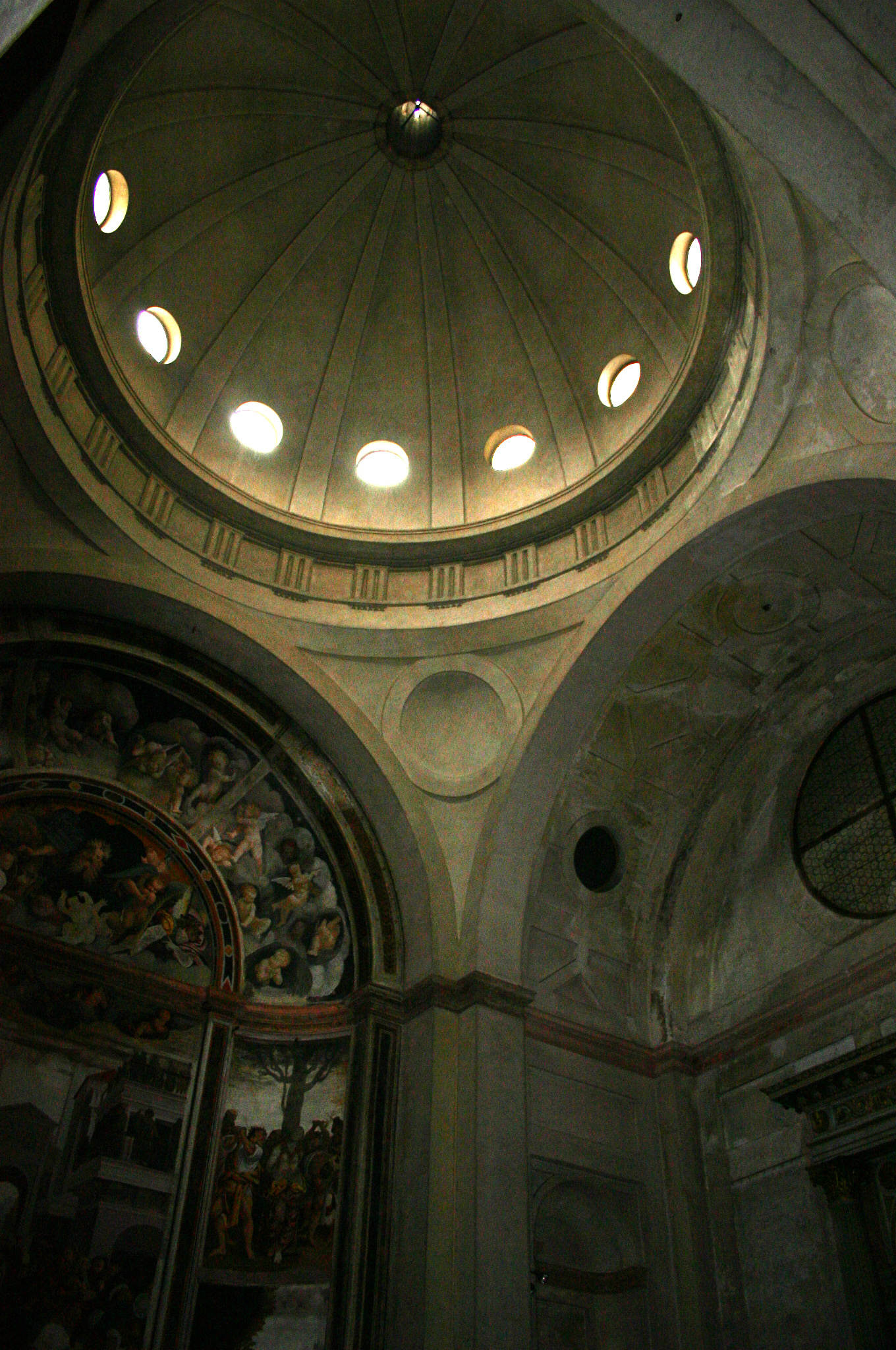
Купол капеллы
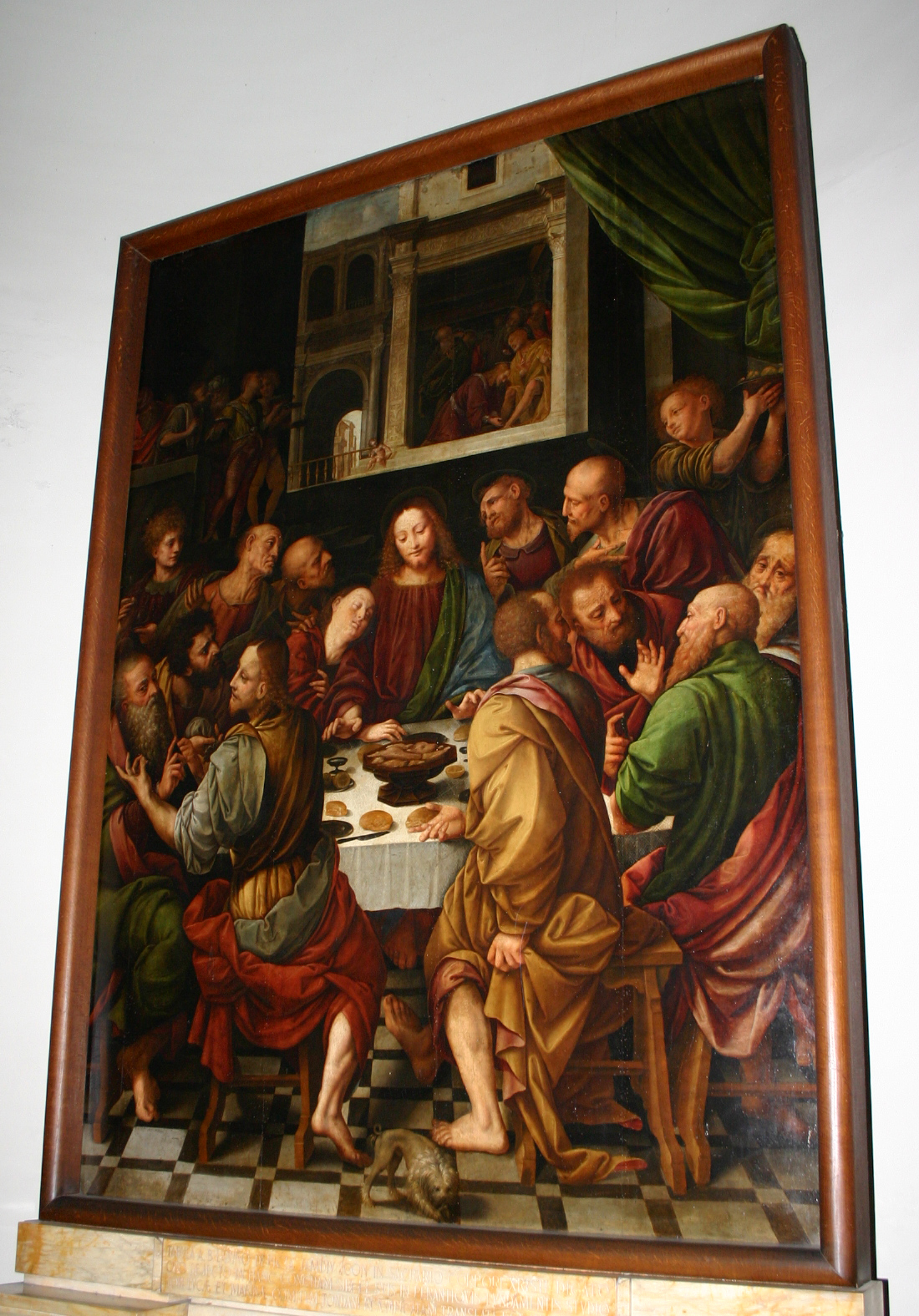
Б. Ланино. Тайная вечеря